# HMS Quality (G62)
HMS Quality (G62/D18) là một tàu khu trục lớp Q phục vụ cùng Hải quân Hoàng gia Anh Quốc. Được chế tạo vào giai đoạn Chiến tranh Thế giới thứ hai như một phần của Chương trình Khẩn cấp Chiến tranh, Quality được đặt lườn năm 1940, hạ thủy năm 1941 và đã phục vụ tại nhiều mặt trận trong chiến tranh. Sau khi xung đột kết thúc, nó được chuyển cho Hải quân Hoàng gia Australia, nhập biên chế như là chiếc HMAS Quality (G62/D262) vào cuối năm 1945. Không giống như các tàu chị em cùng lớp, nó không được cải biến thành tàu frigate chống tàu ngầm, xuất biên chế chỉ sau 59 ngày phục vụ cùng Hải quân Australia, và bị bán để tháo dỡ vào năm 1958.

## Thiết kế và chế tạo
Quality là một trong số tám tàu khu trục lớp Q được chế tạo như Chi hạm đội Khẩn cấp 3 trong Chương trình Khẩn cấp Chiến tranh. Các con tàu này có trọng lượng choán nước tiêu chuẩn 1.692 tấn Anh (1.719 t), và lên đến 2.411 tấn Anh (2.450 t) khi đầy tải. Nó có chiều dài chung 358 foot 3 inch (109,19 m) và chiều dài ở mực nước là 339 foot 6 inch (103,48 m); mạn thuyền rộng 35 foot 9 inch (10,90 m). Động lực được cung cấp bởi hai nồi hơi Admiralty ba nồi gắn liền với hai turbine hơi nước Parsons, cung cấp một công suất 40.000 shp (30.000 kW) để dẫn động hai trục chân vịt. Quality có khả năng đạt tốc độ 36 hải lý trên giờ (67 km/h; 41 mph) và một tầm xa hoạt động 4.680 hải lý (8.670 km; 5.390 mi) ở tốc độ 20 hải lý trên giờ (37 km/h; 23 mph). Thủy thủ đoàn của con tàu bao gồm 8 sĩ quan và 181 thủy thủ.
Dàn vũ khí chính của Quality bao gồm bốn khẩu pháo QF 4,7 in (120 mm) Mark XI** trên các bệ nòng đơn. Chúng được bổ sung bởi một khẩu đội QF 2 pounder Mk.VIII "pom-pom" phòng không bốn nòng và sáu khẩu Oerlikon 20 mm nòng đơn phòng không và hai dàn ống phóng ngư lôi bốn nòng dành cho ngư lôi 21 inch (530 mm) Mk. IX. Con tàu còn có bốn máy phóng mìn sâu, và mang theo cho đến 70 quả mìn.
Quality được đặt lườn tại xưởng tàu của hãng Swan Hunter & Wigham Richardson Limited ở Wallsend-on-Tyne vào ngày 10 tháng 10 năm 1940. Nó được hạ thủy vào ngày 6 tháng 10 năm 1941, được đỡ đầu bởi phu nhân một trong các giám sát xưởng tàu; và được nhập biên chế vào ngày 7 tháng 9 năm 1942. Cho dù nhập biên chế như một tàu chiến Hải quân Hoàng gia Anh, một phần lớn thủy thủ đoàn được mượn từ Hải quân Hoàng gia Australia.

## Lịch sử hoạt động

### Phục vụ cùng Hải quân Hoàng gia Anh
Trong Chiến tranh Thế giới thứ hai, Quality đã hoạt động tại Đại Tây Dương, Địa Trung Hải và Ấn Độ Dương. Nó được chuyển sang Hạm đội Thái Bình Dương vào năm 1945. Vào ngày 17 tháng 9 năm 1945, Quality và HMAS Nepal là những tàu chiến Khối Thịnh vượng chung đầu tiên đi ngược dòng và thả neo tại Tokyo. Nó vận chuyển một nhóm 300 nhân sự Hải quân Hoàng gia Anh và Thủy quân Lục chiến Hoàng gia từ các tàu chiến Anh King George V và Newfoundland để tái lập Đại sứ quán Anh tại Tokyo. Nó được tặng thưởng bốn Vinh dự Chiến trận cho các phục vụ trong Thế Chiến II.

### Phục vụ cùng Hải quân Hoàng gia Australia
Vào ngày 8 tháng 10 năm 1945, Quality là một trong số năm tàu khu trục lớp Q được chuyển cho Hải quân Hoàng gia Australia mượn, nhằm hoán đổi cho việc hoàn trả bốn tàu khu trục lớp N cho Hải quân Hoàng gia. Quality được chuyển giao vào ngày 8 tháng 10 năm 1945, và nhập biên chế cùng Hải quân Australia vào ngày 28 tháng 11. Nó trải qua hầu hết thời gian hoạt động ngắn ngủi tại vùng biển Australia, ngoại trừ chuyến viếng thăm đảo Manus và New Guinea. Nó được đưa về lực lượng dự bị vào ngày 25 tháng 1 năm 1946, chỉ 59 ngày sau khi được nhập biên chế.
Quality được dự định cải biến thành một tàu frigate nhanh chống tàu ngầm; nhằm mục đích này, nó cùng bốn tàu chị em được Bộ Hải quân Anh chuyển cho Hải quân Hoàng gia Australia như một món quà vào tháng 5 năm 1950. Quality là chiếc cuối cùng trong số năm chiếc được cải biến theo lịch trình. Đang khi chờ đợi, chiếc tàu khu trục được tái trang bị vào các năm 1948 và 1950, và phải vào ụ tàu để sửa chữa lườn tàu vào năm 1954. Vào ngày 14 tháng 8 năm 1956, những người trông coi hạm đội dự bị phát hiện Quality chìm thấp hơn dưới nước so với bình thường; và người ta phát hiện lườn tàu bị rỉ sét ngay mực nước và con tàu bị tràn nước. Nó được khẩn cấp đưa vào ụ tàu ngay ngày hôm đó tại đảo Garden, và cắt bỏ bớt cấu trúc thượng tầng để tăng phần nổi của con tàu.
Sự hư hỏng của con tàu đang khi chờ đợi để được cải biến; kết hợp với bối cảnh chung sau Thế Chiến II trong xu thế cắt giảm nhân sự Hải quân Australia, gia tăng thời gian và chi phí để cải biến bốn chiếc lớp Q, và nhu cầu cắt giảm chi phí của hải quân để hỗ trợ cho hoạt động của các tàu sân bay mới, đã khiến cho việc cải biến Quality bị hủy bỏ, và con tàu được đưa vào danh sách để loại bỏ. Nó được bán cho hãng Mitsubishi của Nhật Bản để tháo dỡ vào ngày 10 tháng 4 năm 1958. Chiếc chuông của con tàu được trao tặng cho một ngôi trường ở Nowra, New South Wales.